# Casa Balmanya (Arnes)
La Casa Balmanya és un edifici del municipi d'Arnes (Terra Alta) que forma part de l'Inventari del Patrimoni Arquitectònic de Catalunya.

## Descripció
Habitatge de carreu entremitgeres de tres plantes i dos façanes, essent la posterior secundària i, recentment, rehabilitada. Consta d'una portada amb arcada de mig punt dovellada de grans dimensions, amb balcons al primer pis, finestres al segon i motllures a ambdós, les primeres sota les lloses del primer balcó i al contorn del finestral, i a l'ampit el segon. La façana està rematada per una cornisa motllurada amb unes gàrgoles cilíndriques renaixentistes. Les obertures es presenten emmarcades amb calç blanca. La façana d'accés posterior, de carreus més irregulars i paredat, tota de mamposteria, té quatre finestres i el que, avui dia, és un balcó, amb quatre mènsules que el suporten. Les fusteries són molt interessants, així com els petits relleus i motllures de les finestres emmarcades per carreus i encalcinades de blanc i de blau cel.

## Història
Sobre la porta encara es veu pintat el rètol que indica que fou, no fa gaire, una fàbrica de gasoses. El nom dels "metges" és atribuït al fet que aquests eren hostatjats en aquesta casa fins no fa gaires anys.